# Cassadaga (album)
Cassadaga è l'ottavo album dei Bright Eyes, pubblicato nel 2007.

## Il disco
L'album è dedicato a Sabrina Duim, un'arpista morta all'inizio dell'anno che faceva parte della live band, e prende il nome dalla zona urbana di Cassadaga, in Florida. La città viene anche nominata in Four Winds.
Il primo singolo estratto dall'album, Four Winds, pubblicato il 6 marzo del 2007, è stato utilizzato nella colonna sonora del film Cloverfield, uscito del 2008.

## Tracce
1. Clairaudients (Kill or Be Killed) – 6:08
2. Four Winds – 4:16
3. If the Brakeman Turns My Way (Conor Oberst e Jason Boesel) – 4:53
4. Hot Knives - 4:13
5. Make a Plan to Love Me – 4:14
6. Soul Singer in a Session Band – 4:14
7. Middlemen - 4:49
8. Classic Cars – 4:19
9. Cleanse Song – 3:28
10. No One Would Riot for Less – 5:12
11. Coat Check Dream Song (Conor Oberst e Nate Walcott) – 4:10
12. I Must Belong Somewhere – 6:19
13. Lime Tree – 5:53

## Formazione
- Conor Oberst – voce, chitarra, pianoforte, sintetizzatore
- Mike Mogis – chitarra, basso, voce, mandolino, dobro, percussioni, vibrafono, chitarra a 12 corde, sassofono baritono, ukulele, glockenspiel
- Nate Walcott – organo, pianoforte, arrangiamenti per archi, pianoforte elettrico, arrangiamenti per orchestra, arrangiamenti per legni
- M. Ward – chitarra, voce
- Janet Weiss – batteria
- Clark Baechle – percussioni
- Stacy DuPree – voce
- Sherri DuPree – voce
- Z Berg – voce
- Rachael Yamagata – voce
- Hassan Lemtouni – voce
- Suzie Katayama – conduttore
- Bill Meyers – conduttore
- Dan McCarthy – basso
- Jason Boesel – batteria, voce
- Anton Patzner – violino
- Maria Taylor – voce, batteria
- Andy LeMaster – voce
- David Rawlings – chitarra
- Tim Luntzel – basso
- Gillian Welch – voce
- Ted Stevens – voce
- Sean Foley – voce
- John McIntire – percussioni, elettronica
- Michael Zerang – percussioni
- Jonathan Crawford – percussioni
- Dan Bitney – percussioni
- Dan Fliegel – percussioni
- David Moyer – clarinetto basso
- Brian Walsh – clarinetto, clarinetto basso
- Shane Aspegren – batteria, percussioni
- Sarah Wass – flauto
- Myka Miller – oboe
- Stefanie Drootin – basso
- Jake Bellows – voce